# Тејт Донован
Тејт Донован (енгл. Tate Donovan) је амерички глумац, рођен 25. септембра 1963. године у Њујорку (САД).

## Филмографија
- Љубавни напитак бр. 9 — 1992.
- Али Мекбил — 1997.
- Пријатељи — 1998.
- Лаку ноћ и срећно — 2005.
- На нишану — 2007.
- Respect — 2021.
- Бартонова академија — 2023.